# Bellator 217
Bellator 217: Gallagher vs. Graham è stato un evento di arti marziali miste tenuto dalla Bellator MMA il 23 febbraio 2019 alla 3Arena di Dublino in Irlanda.

## Risultati
|                   | Divisione            |                    |           |                   | Metodo                                      | Round     | Tempo     | Premio    |
| Main Card         | Main Card            | Main Card          | Main Card | Main Card         | Main Card                                   | Main Card | Main Card | Main Card |
| ----------------- | -------------------- | ------------------ | --------- | ----------------- | ------------------------------------------- | --------- | --------- | --------- |
|                   | Pesi gallo           | James Gallagher    | batte     | Steven Graham     | Sottomissione (rear-naked choke)            | 1         | 2:31      |           |
|                   | Pesi leggeri         | Myles Price        | batte     | Peter Queally     | Decisione non unanime (28–29, 29–28, 29–28) | 3         | 5:00      |           |
|                   | Pesi welter          | Kiefer Crosbie     | batte     | Daniel Olejniczak | Sottomissione (rear-naked choke)            | 1         | 4:09      |           |
|                   | Pesi piuma           | Richie Smullen     | batte     | Adam Gustab       | Decisione non unanime (30–26, 30–27, 30–27) | 3         | 5:00      |           |
| Card Preliminare  |                      |                    |           |                   |                                             |           |           |           |
|                   | Pesi medi            | Charlie Ward       | batte     | Jamie Stephenson  | KO (pugno)                                  | 1         | 0:34      |           |
|                   | Pesi leggeri         | Paul Redmond       | batte     | Charlie Leary     | Decisione unanime (29–28, 29–28, 29–28)     | 3         | 5:00      |           |
|                   | Pesi welter          | Richard Kiely      | batte     | Mickael Bucher    | KO (pugno)                                  | 1         | 4:21      |           |
|                   | Pesi welter          | Walter Gahadza     | batte     | Ruben Crawford    | KO tecnico (calcio alla testa e pugni)      | 1         | 1:59      |           |
|                   | Pesi mosca           | Ryan Curtis        | batte     | Luis Gonzales     | KO tecnico (ginocchiata e pugni)            | 1         | 4:59      |           |
|                   | Pesi piuma femminili | Leah McCourt       | batte     | Hatice Ozyurt     | KO tecnico (stop medico)                    | 1         | 5:00      |           |
|                   | Pesi piuma femminili | Olga Rubin         | batte     | Iony Razafiarison | Decisione unanime (29–28, 29–28, 29–28)     | 3         | 5:00      |           |
|                   | Pesi medi            | Will Fleury        | batte     | Shaun Taylor      | Sottomissione (rear-naked choke)            | 2         | 1:32      |           |
|                   | Pesi leggeri         | Alfie Davies       | batte     | Daniele Scatizzi  | Decisione unanime (30–27, 29–28, 29–28)     | 3         | 5:00      |           |
| Card Postliminare |                      |                    |           |                   |                                             |           |           |           |
|                   | Pesi leggeri         | Christopher Duncan | batte     | Samuel Slater     | KO tecnico (pugni)                          | 1         | 3:52      |           |
|                   | Pesi piuma           | Dylan Logan        | batte     | Andrew Murphy     | Sottomissione (armbar)                      | 1         | 2:41      |           |
|                   | Pesi gallo           | George Courtney    | batte     | Ian Cleary        | Sottomissione (guillotine choke)            | 3         | 0:54      |           |